# Zim Ngqawana

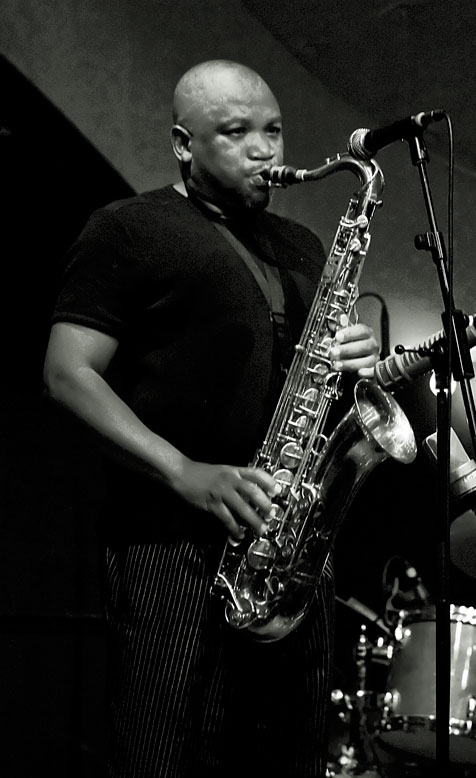
Zim Ngqawana (2008)

Zim Ngqawana [ŋǃʱaˈwana] (* 25. Dezember 1959 in Port Elizabeth; † 10. Mai 2011 in Johannesburg) war ein südafrikanischer Jazzmusiker (Flöte, Tenorsaxophon, Perkussion). Er „begeisterte mit seinem Timbre und einem faszinierenden Wechsel zwischen melodischem Gesang und energiegeladenem Free Jazz“, löste damit aber zugleich in Südafrika Kontroversen aus: Einige verdächtigten ihn des Traditionalismus, andere warfen ihm vor, elitär zu sein.

## Leben und Wirken
Obgleich Ngqawana gezwungen war, die Schule vor dem Abschluss zu verlassen, erhielt er die Möglichkeit, an der Rhodes-Universität zu studieren. Er erhielt ein Diplom im Jazzstudiengang an der Universität von Natal. Die International Association of Jazz Educators Convention ermöglichte ihm, einen Workshop von Max Roach und Wynton Marsalis zu besuchen. Anschließend erhielt er ein Stipendium für die University of Massachusetts, wo er bei Archie Shepp und Yusef Lateef studierte.
Nach seiner Rückkehr nach Südafrika in den frühen 1990er Jahren arbeitete er mit Hugh Masekela und Abdullah Ibrahim. Er gründete sein eigenes Quartett Zimology, das Oktett Ingoma und die Großformation Drums for Peace; diese Gruppe trat erstmals 1994 anlässlich der Amtseinführung von Nelson Mandela auf. 1996 arbeitete er in Norwegen mit Bjørn Ole Solburg und dessen San Ensemble (CD San Song). Weiterhin absolvierte er Tourneen in den Vereinigten Staaten (1995), nach Großbritannien (1997), in die Schweiz (2007, 2008) und Deutschland (2008). Regelmäßig kam er nach Chicago und arbeitete dort u. a. mit Ernest Dawkins und Max Roach. In dem Dokumentarfilm Giant Steps (2005) von Geoff Mphakati und Aryan Kaganof ist er im Duett mit dem Dichter Lefifi Tladi zu erleben. Auch komponierte er für die Free Flight Dance Company, produzierte Hotep Idris Galeta und arbeitete als Perkussionist für die Moving into Dance Company. Er trat weiterhin mit  Raphaël Imbert, Paul van Kemenade, Max Roach, Keith Tippett sowie mit Matthew Shipp und William Parker (Vision Festival 2009) auf.
Ngqawana trug traditionelle südafrikanische Musik und Tanzgrooves in seine dem Modern Creative verpflichteten Suiten ein. 2002 erhielt er fünf South African Music Awards (SAMA). Zuletzt baute er das Zimology Institute für junge Jazzmusiker nach dem Vorbild ähnlicher Einrichtungen von Yusef Lateef und Archie Shepp in der Nähe von Johannesburg auf. Er brach am 10. Mai 2011 in seinem Haus in Troyeville bei einer Probe zusammen, erlitt einen Schlaganfall und starb wenig später in einem Krankenhaus in Johannesburg.

## Ehrungen
2015 wurde Ngqawana bei den South African Music Awards postum mit einem Lifetime Achievement Award ausgezeichnet.

## Diskographische Hinweise

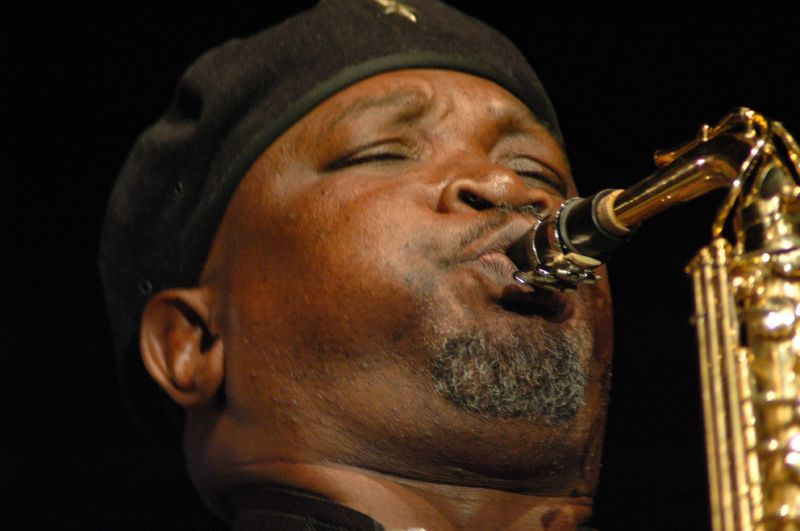
Zim Ngqawana (2006)

- Zimology (1998, mit Andile Yenana, Ingebrigt Håker Flaten, Paal Nilssen-Love)
- Ingoma (1999)
- Zimphonic Suites (2001, mit Andile Yenana, Herbie Tsoaeli, Kevin Gibson)
- Vadzimu (2004, mit Marcus Wyatt, Bheki Mbatha, Herbie Tsoaeli, Merle Thomson, Elizabeth Rennie, Andile Yenana, Lulu Gontsana, Kesivan Naidoo, Basi Mahlasela u. a.)
- Live at Bird’s Eye (2007, mit Nduduzo Makhathini, Herbie Tsoaeli, Ayanda Sikade)
- Zimology – In Concert (2008, SAMA-Award als „bestes traditionelles Jazzalbum“)